# Daltonia rufescens
Daltonia rufescens är en bladmossart som beskrevs av Brotherus 1927. Daltonia rufescens ingår i släktet Daltonia och familjen Daltoniaceae. Inga underarter finns listade i Catalogue of Life.